# Dan (rang)
Dan ( japoneza 段 "nivel, treaptă") este un rang japonez în artele marțiale (aikido, karate), jocurile de societate (go, mahjong, shogi, renju) și alte activități (kendama), este utilizat pentru a măsura nivelul de abilitate al unui individ în cadrul unui anumit sistem.
În mod tradițional, dan este considerat un grad de maestru, spre deosebire de kyu(級), care este un grad de începător. În funcție de sistemul de clasificare, cel mai mic dan poate fi primul, iar cel mai mare poate fi al șaselea, al șaptelea, al optulea, al nouălea sau chiar al zecelea.
În Japonia, practicanții de kyu sunt numiți "mudansha" (無段者), ceea ce înseamnă "cineva fără dan". Practicanții cu primul dan sunt numiți "shodansha" (初段者), ceea ce înseamnă "cineva care deține primul dan". Practicanții cu un grad mai mare decât primul dan sunt numiți "yudansha" (有段者), ceea ce înseamnă "cineva care deține un dan".
În artele marțiale japoneze, pentru deținătorii de dan sunt adoptate și următoarele denumiri:
- 1-ul și 2-lea dan - senpai (先輩), ceea ce înseamnă "coleg mai în vârstă și cu mai multă experiență"
- al 3-lea și al 4-lea dan: sensei (先生), ceea ce înseamnă "învățător" sau "maestru"
- al 5-lea, al 6-lea și al 7-lea dan - shihan (範), se traduce ca "model" sau "exemplu"
- 8 și 9 sunt hanshi (範士), ceea ce înseamnă "model de maestru" sau "maestru al modelului".
- al 10-lea dan este meijin (名人 ), se traduce ca "maestru celebru" sau "maestru de renume". Este rareori acordat fiind considerat o distincție deosebită și este acordat numai celor care au făcut contribuții semnificative la dezvoltarea artei marțiale respective.

## Istorie
Sistemul de clasificare dan a fost inventat de Hongimbo Dosaku, un jucător profesionist de go în perioada Edo. Dosaku a fost promovat la cel mai înalt rang de 9-lea dan și la titlul de Meijin pentru abilitățile sale remarcabile în jocul de go.
În ceea ce privește sistemul de grade kyudo, acesta a fost dezvoltat și introdus în budo (căile marțiale japoneze) de către Jigoro Kano, fondatorul judo-ului. Kano a acordat pentru prima dată primul dan primilor săi doi elevi, Shiro Saigo și Tsunejiro Tomita, în 1883, după ce a dezvoltat sistemul de grade pentru a măsura progresul și abilitățile elevilor săi în arte marțiale.

## Dan în jocul de Go

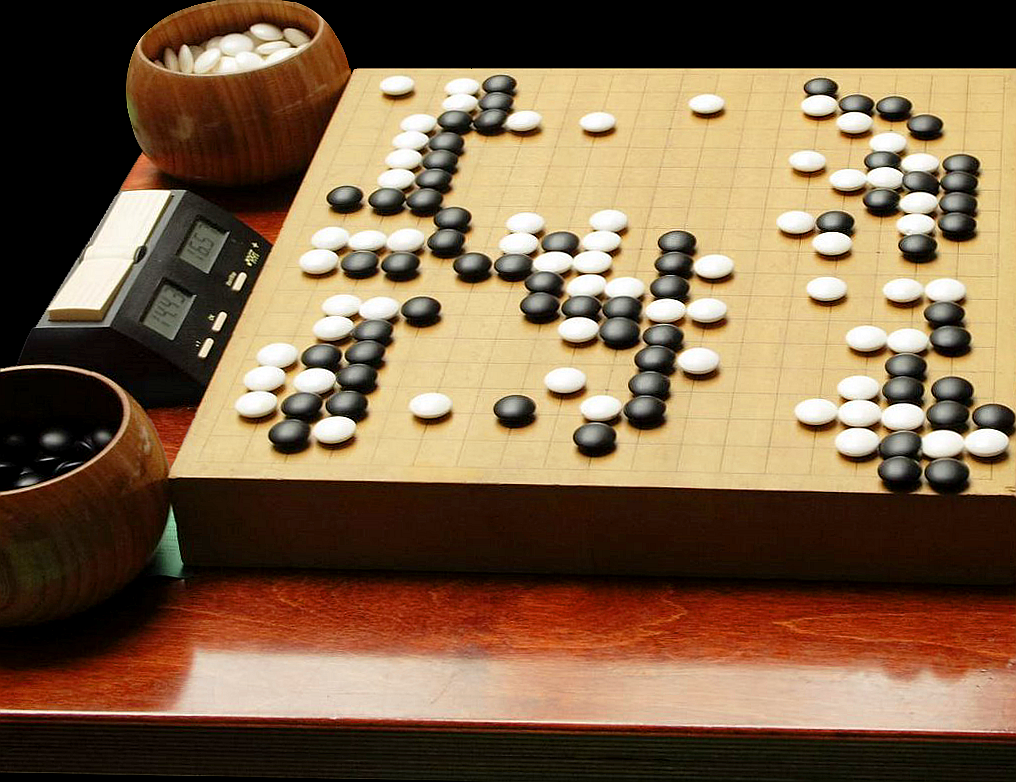
Go

În jocul de Go, sistemul Kyu-Dan este folosit ca sistem de clasificare în Japonia, Coreea și parțial în China. Asociațiile occidentale de Go folosesc propriile sisteme de clasificare, dar aplică și sistemul Kyu-Dan ca sistem de rezervă.
În Go-ul japonez, chinezesc și coreean, există două scale de clasificare: amatori și profesioniști. Acestea sunt legate de conceptul de handicapuri. În Go, jucătorul care face prima mutare (Negru) are un avantaj, astfel încât, dacă jocul este egal, el îi oferă adversarului său (Alb) o compensație de 6,5 puncte (komi) care se adaugă la totalul de puncte al Albului pentru joc. Valoarea unui komi este considerată a fi egală cu valoarea unei pietre (o mutare).
Scara de clasificare a amatorilor începe la 30 Kyu (nivelul unui jucător începător care nu a jucat nici măcar o singură partidă), urmată de valori mai mici, corespunzătoare unei mai mari abilități de joc, până la 1 Kyu. După 1 Kyu urmează scara Dan, care începe cu 1 Dan și se termină cu 7 Dan. Diferența de forță între jucătorii din două grade de amatori vecini este considerată în mod tradițional egală cu o piatră de handicap. Acest lucru înseamnă că, pentru a egaliza șansele atunci când se întâlnesc jucători de 1 și 2 Dan, primul trebuie să joace negru fără komi, iar jucătorii de 1 și 3 Dan - primul joacă negru și primește un avantaj suplimentar de o piatră. Titlurile de amatori sunt acordate de instituțiile de Go, cum ar fi Asociațiile Go Nihon Kiin și Kansai Kiin din Japonia, pe baza rezultatelor obținute de jucători în urma participării la turnee de amatori.
Scara profesionistă începe cu 1 Dan și ajunge până la 9 Dan. În acest caz, diferența dintre Dan-urile vecine este de aproximativ o treime de piatră (adică 2-2,5 puncte), adică diferența de forță dintre cel mai slab și cel mai puternic profesionist nu depășește 3 pietre. Danezii profesioniști sunt acordați de aceleași organizații de Go, dar un profesionist are un statut complet diferit față de un amator. Primul Dan se acordă după trecerea examenului și primirea unui certificat de profesionist, iar următoarele grade se acordă în funcție de rezultatele participării la turneele profesionale. Profesioniștii nu au voie să participe la turnee de amatori.
Până de curând, se considera că amatorii de 7 Dan corespund aproximativ profesioniștilor de 1 Dan, dar în ultimii ani printre amatorii de 7 Dan se regăsesc din ce în ce mai des jucători de un nivel net superior.

## Dan în jocul Shogi

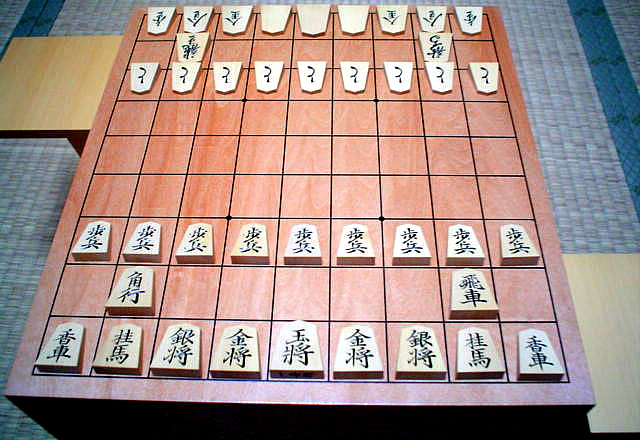
Tabla de șah japonez (Shogi)

În shogi-ul din Japonia, există trei ranguri oficiale separate de Kyu-Dan: unul pentru amatori, unul pentru femeile profesioniste și unul pentru bărbații profesioniști. Rangurile profesionale pot fi acordate doar de către Asociația Japoneză de Shogi, conform unor reguli fixe.
În toate sistemele de mai sus, Dan-ul primit nu poate fi coborât sau retras, fiind posibilă doar o creștere în grad. Dan-ul oficial în shogi este, prin urmare, o indicație a celui mai înalt nivel de joc pe care jucătorul de shogi l-a atins în viața sa.
Dan-urile de shogi sunt, de asemenea, acordate la clasificarea jucătorilor de shogi pe diferite site-uri de jocuri. Fiecare dintre acestea are propriul sistem de clasificare, iar retrogradarea este, de asemenea, posibilă.
Prin urmare, atunci când se acordă un Dan unui jucător, trebuie specificat în baza cărui sistem a fost obținut, dacă acest lucru nu reiese clar din context.

## Dan în artele marțiale
Utilizarea sistemului Kyu/Dan și a centurilor colorate este comună în multe arte marțiale din Asia și din alte zone, dar nu este universală.

### În artele marțiale japoneze

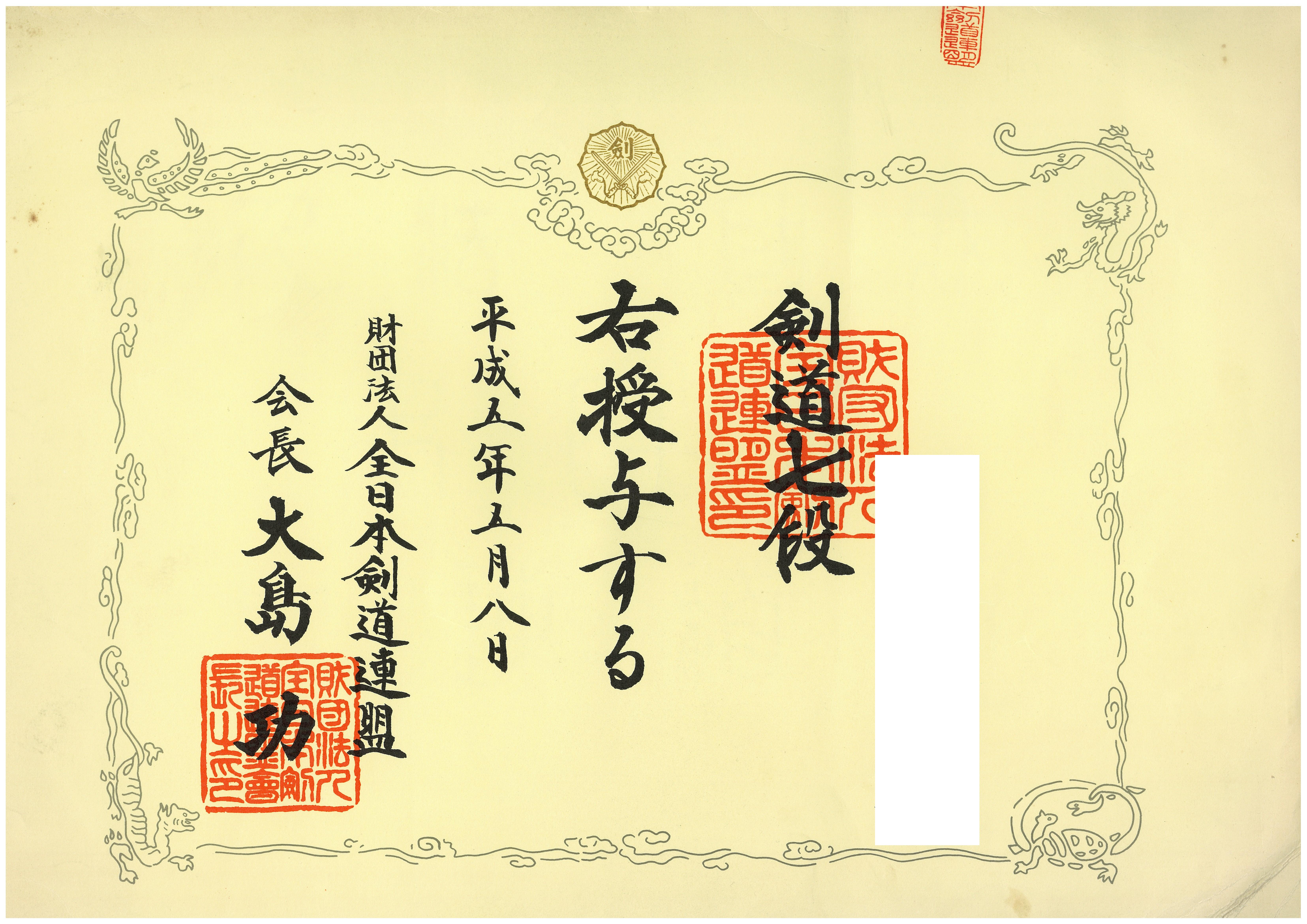
Diploma de al 7-lea Dan în Kendo

în timpurile moderne, obținerea unui rang Dan în artele marțiale indică de obicei faptul că practicantul a depășit gradele Kyu sau gradele de bază și a dobândit o competență ridicată într-un număr de tehnici. Cu toate acestea, este important de reținut că numărul total de grade Dan poate varia în funcție de stilul de artă marțială.
În general, gradele Dan inferioare sunt obținute prin intermediul unui examen de clasificare sau prin competiție, în timp ce gradele superioare necesită de obicei ani de experiență și contribuție semnificativă la arta marțială relevantă. Aceste grade sunt adesea acordate de un reprezentant cu grad superior al dojo-ului principal sau de un comitet de conducere.
Este important de remarcat faptul că fiecare stil sau școală de arte marțiale are propriul sistem de clasificare a practicanților și că gradele Dan nu se transpun întotdeauna între stiluri diferite. De asemenea, este posibil ca un practicant să nu poarte semne externe ale rangului său, cum ar fi centura neagră, în anumite arte marțiale precum iaidō, kendō sau jōdō.
Cele mai înalte grade Dan sunt uneori rezervate fondatorului sau liderilor unui stil și pot fi promovate numai de elevii de rang înalt. De exemplu, în judo, doar un număr foarte mic de persoane dețin rangul de al zecelea dan, iar aceste promovări sunt rare și sunt de obicei limitate la judoka japonezi. În alte stiluri de arte marțiale, gradele de Dan nu reprezintă întotdeauna cel mai înalt nivel de performanță posibil, iar certificarea instructorului și autorizarea judecătorului pot fi considerate mai avansate sau sofisticate.

#### Ranguri

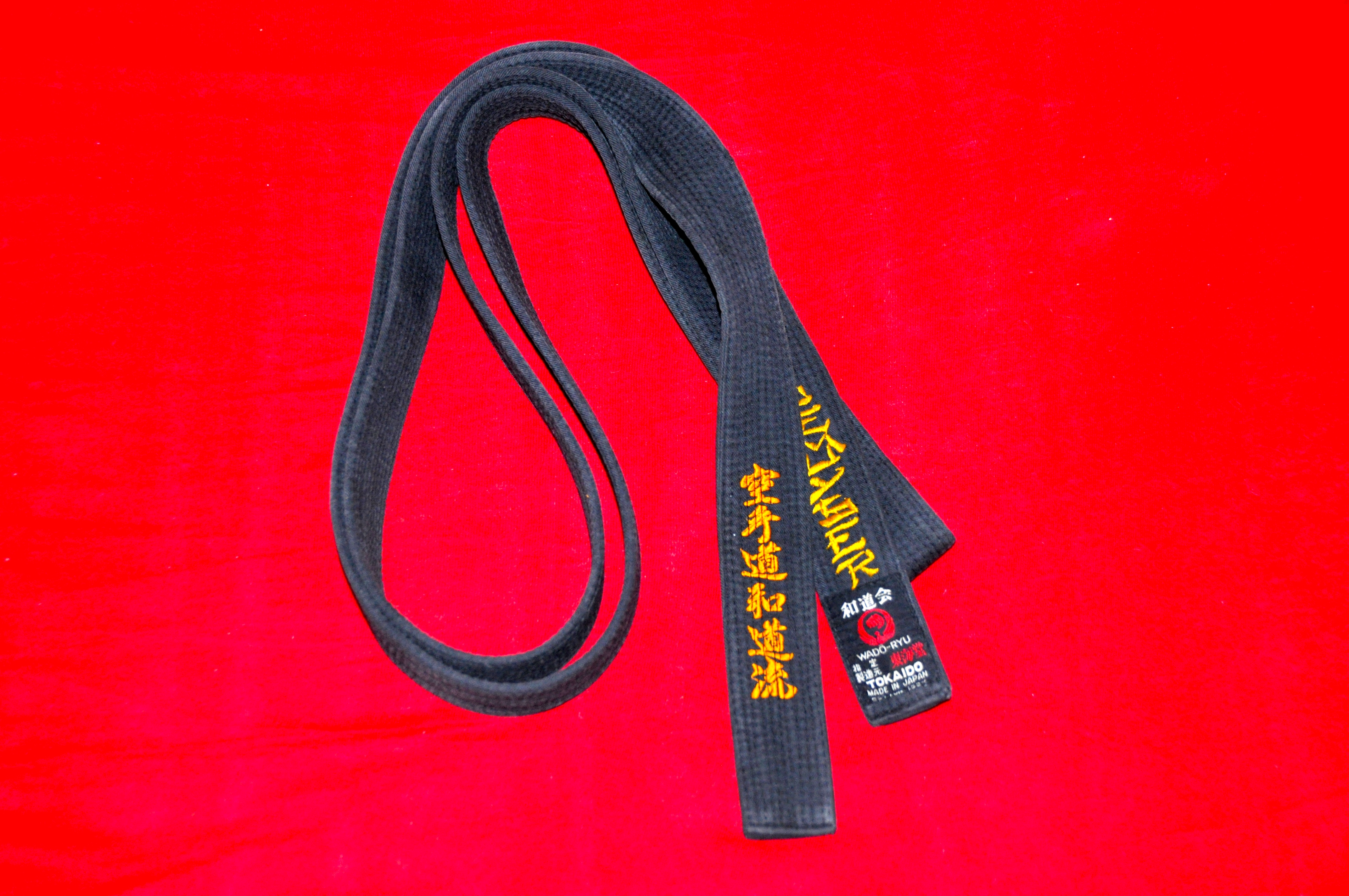
Centura neagră, wadō-ryū, karate

În multe arte se folosesc între unu și zece ranguri dan:
| Gradul   | Japoneză  | Pronunție |
| -------- | --------- | --------- |
| 1st dan  | Shodan    | 初段      |
| 2nd dan  | Nidan     | 弐段/二段 |
| 3rd dan  | Sandan    | 参段/三段 |
| 4th dan  | Yondan    | 四段      |
| 5th dan  | Godan     | 五段      |
| 6th dan  | Rokudan   | 六段      |
| 7th dan  | Shichidan | 七段      |
| 8th dan  | Hachidan  | 八段      |
| 9th dan  | Kudan     | 九段      |
| 10th dan | Jūdan     | 十段      |

În multe stiluri de arte marțiale, gradele dan sunt reprezentate prin centuri negre. Cu toate acestea, există variații între stiluri, iar unele folosesc culori diferite pentru a indica nivelurile de grad. De exemplu, în Jūdo, de la gradul 6 până la 8, se poate purta o centură roșie cu alb, iar de la gradul 9 în sus, se poate purta o centură roșie. În unele stiluri, cum ar fi cele din Okinawa, se folosesc bare de aur pentru a indica titlurile de maestru, în timp ce altele folosesc benzile pentru a desemna gradele individuale de dan peste gradul de godan.
În kendo-ul modern, sistemul de dan a fost recent modificat, astfel încât al 8-lea dan este cel mai înalt grad care poate fi obținut. În contrast cu judo, toate promovările în grad de dan în cadrul Federației All Japan Kendo, al Federației Internaționale de Kendo și al țărilor membre ale acesteia se fac prin examen. În timp ce gradele dan sunt acordate pentru abilitățile tehnice, există un sistem paralel numit shogo care acordă gradele superioare de predare de renshi, kyoshi și hanshi. Renshi și kyoshi sunt acordate prin examen scris, în timp ce hanshi prin selecție.
Deși sistemul dan este specific japonez, acesta a fost adoptat de multe alte stiluri de arte marțiale. Sistemul dan și simbolul centurii negre binecunoscut au fost integrate în uzul comun pentru a reprezenta o persoană cu abilități peste medie sau foarte bine pregătită într-o anumită disciplină.

### Arte marțiale chinezești
Începând cu anul 1998, Asociația Chineză de Wushu, împreună cu Comisia Națională pentru Sport și Institutul Chinez de Cercetare în domeniul Wushu, a stabilit un sistem de clasificare bazat pe nouă niveluri Duan. În anul 2011, sistemul Duan Wei a fost revizuit, fiind publicat un set de cărți de stil pentru examenele Duan Wei 1-6. Fiecare nivel poate fi examinat pe forme și aplicații prestabilite, inclusiv formele de partener, iar insigna a fost, de asemenea, modificată pentru a include numărul Duan Wei, respectiv 1-6. Nivelul de intrare pentru practicanții experimentați a fost limitat la al 3-lea Duan și mai jos, astfel încât să se înăsprească clasificarea.
Simbolul utilizat pentru acest sistem este 段位 (Duan Wei), care se traduce ca "nivel".
Primele trei niveluri sunt considerate "duani de bază" și sunt destinate studenților cu câțiva ani de experiență. Acestea sunt:
1. Qingying-yi duan: Vultur de bronz/albastru
2. Yinying-er duan: Vultur de argint
3. Jinying-san duan: Vultur de aur

Nivelul intermediar al sistemului Duan Wei se adresează studenților și antrenorilor de wushu care sunt capabili să predea și care au între 5 și 10 ani de experiență în antrenoratul de wushu, în funcție de nivelul solicitat. Începând cu al 5-lea Duan Wei, trebuie să se facă dovada unei activități științifice în domeniul cercetării în wushu, adică publicații, DVD-uri, pregătirea studenților examinați Duanwei. Cel mai înalt grad tehnic este cel de șase Duanwei, care poate folosi titlul de Maestru.
Cele trei duani de nivel intermediar sunt:
1. Qinghu-si duan: Tigrul de bronz/albastru
2. Yinhu-wu duan: Tigru argintiu
3. Jinhu-liu duan: Tigrul de aur

Nivelul avansat al sistemului Duan Wei se acordă doar maeștrilor foarte experimentați, cu o reputație excelentă în Wushu. Persoana căreia i se acordă un astfel de Duan Wei are dreptul oficial de a se numi "Mare Maestru".
Cele trei duani de nivel avansat sunt:
1. Qinglong-qi duan: Dragonul de bronz/albastru
2. Yinlong-ba duan: Dragon de argint
3. Jinlong-jiu duan: Dragon de aur

Termenul Dan a fost folosit pe insigne până în anul 2005, când a fost înlocuit cu termenul Duan pe insigne. Cu toate acestea, termenul Dan nu a fost niciodată folosit pe certificatele de grad, acestea folosind întotdeauna termenul Duanwei.

### Arte marțiale coreene

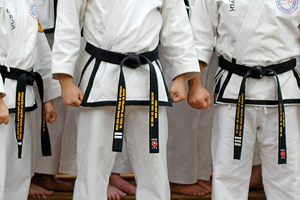
Centuri negre Taekwondo 1, 2 și 3 Dan.

Înainte de perioada ocupației japoneze (1910-1945), artele marțiale coreene nu aveau un sistem de clasificare. În timpul ocupației, o varietate de arte marțiale japoneze, cum ar fi judo, karate-do și kendo, au fost introduse în sistemul școlar coreean. După încheierea ocupației, artele marțiale coreene nou apărute, cum ar fi taekwondo, tang soo do, soo bahk do și hapkido, au adoptat gradele dan (단, 段) și geup (급, 級). Sistemul de ranguri dan este, de asemenea, folosit de jucătorii de baduk. În prezent, Asociația de Taekkyon din Coreea emite, de asemenea, ranguri dan pentru practicanții de taekkyeon.
O persoană care a primit un rang dan se numește yudanja (유단자, 有段者). O persoană care a primit un rang de dan "înalt" (de la al 6-lea Dan în sus) este numită godanja (고단자, 高段者).
În unele școli coreene, mai ales în Taekwondo în stil Kukkiwon, există, de asemenea, un sistem poom (품, 品; "pum" folosind romanizarea standard). Practicanții care nu au împlinit încă vârsta de 15 ani nu pot da teste pentru obținerea unui rang dan. Pentru aceștia, există un sistem de patru grade poom. După ce împlinesc vârsta de 15 ani, gradul lor poom poate fi schimbat în gradul "dan" corespunzător.

#### Ranguri
În numerotarea rangurilor dan din artele marțiale coreene, se folosesc numere sino-coreene. Denumirile uzuale pentru gradele dan sunt următoarele:
- Il dan (일단, 一段): centura neagră de gradul I (cunoscută și sub numele de cho dan (초단, hanja: 初段)).
- I dan (이단, 二段): centura neagră de gradul al doilea
- Sam dan (삼단 三段): centura neagră de gradul al treilea.
- Sa dan (사단, 四段): centura neagră de gradul patru.
- O dan (오단, 五段): centura neagră de gradul cinci.
- Yuk dan (육단, 六段): centura neagră de gradul șase.
- Chil dan (칠단, 七段): centura neagră de gradul șapte.
- Pal dan (팔단, 八段): centura neagră de gradul opt.
- Gu dan (구단, 九段): centura neagră de gradul nouă.
- Sip dan (십단, 十段): centura neagră de gradul zece.

De obicei, în artele marțiale coreene, gradele de dan nu depășesc gradul al nouălea dan, deși, în unele cazuri, în anumite organizații, poate fi eliberat un al zecelea dan (십단, 十段).